# Лаппаконитина гидробромид
Лаппаконитина гидробромид — лекарственное средство, обладающие антиаритмическим действием. Алкалоид, получаемый из дикорастущего многолетнего растения аконита белоустого семейства лютиковых.
Выпускается в виде раствора для внутривенного и внутримышечного введения, таблеток. Торговое название — Аллапинин.

## Химическое название
4-(N-ацетилантраноилокси)-8,9-дигидрокси-1α, 14α, 16β-триметокси-N-этил-18-нораконана гидробромид

## Фармакологическое действие
Антиаритмическое средство I класса, алкалоид аконита белоустого. Блокирует «быстрые» натриевые каналы мембран кардиомиоцитов. Вызывает замедление AV и внутрижелудочковой проводимости, укорачивает эффективный и функциональный рефрактерные периоды предсердий, AV узла, пучка Гиса и волокон Пуркинье, не влияет на продолжительность интервала Q-T, проводимость по AV узлу в антероградном направлении, частоту сердечных сокращений и артериальное давление, сократимость миокарда (при исходном отсутствии явлений хронической сердечной недостаточности). Не угнетает автоматизм синусного узла, не оказывает отрицательного инотропного и гипотензивного действия. Оказывает умеренное спазмолитическое, коронарорасширяющее, м-холиноблокирующее, местноанестезирующее и седативное действие. При приёме внутрь эффект развивается через 40-60 мин, достигает максимума через 4-5 ч и продолжается 8 ч и более. При внутривенном введении антиаритмическое действие проявляется через 15-20 мин и длится 6-8 ч (с максимумом через 2 ч).

## Фармакокинетика
Биодоступность — 40 %, имеет эффект «первого прохождения» через печень, объём распределения при внутривенном введении и приёме внутрь — 42 и 690 л соответственно. Проникает через гематоэнцефалический барьер. Один из 3 основных метаболитов понижает артериальное давление. Период полувыведения — 1-1.2 ч. Выводится почками. Удлинение T1/2 отмечено при длительном применении, хронической почечной недостаточности (в 2-3 раза), циррозе печени (в 3-10 раз).

## Показания
Синдром преждевременного возбуждения желудочков; нарушения сердечного ритма.
наджелудочковая и желудочковая экстрасистолия,
пароксизмы мерцания и трепетания предсердий,
пароксизмальная наджелудочковая и желудочковая тахикардии, в том числе при синдроме Вольфа-Паркинсона-Уайта (при синдроме Вольфа-Паркинсона-Уайта допускается лечение пароксизмальной наджелудочковой тахикардии).
В опытах на животных было найдено антидотное действие лаппаконитина гидробромида при отравлениях аконитином.

## Противопоказания
- синоатриальная блокада;
- AV-блокада II и III степени (без искусственного водителя ритма);
- кардиогенный шок;
- блокада правой ножки пучка Гиса, сочетающаяся с блокадой одной из ветвей левой ножки;
- тяжёлая артериальная гипотензия (систолическое АД менее 90 мм рт. ст.);
- умеренная и тяжёлая хроническая сердечная недостаточность III—IV функционального класса по классификации NYHA;
- гипертрофия миокарда левого желудочка (≥1.4 см);
- наличие постинфарктного кардиосклероза;
- тяжёлые нарушения функции печени и/или почек;
- непереносимость фруктозы, синдром нарушения всасывания глюкозы/галактозы, дефицит сахаразы/изомальтазы (препарат содержит сахарозу);
- детский и подростковый возраст до 18 лет (эффективность и безопасность не установлены);
- повышенная чувствительность к препарату.

С осторожностью следует применять препарат при нарушении внутрижелудочковой проводимости, СССУ, брадикардии, тяжёлых нарушениях периферического кровообращения, закрытоугольной глаукоме, нарушении электролитного обмена (гипокалиемия, гиперкалиемия, гипомагниемия), при одновременном приёме с другими антиаритмическими препаратами.
Гиперчувствительность, SA блокада II степени, блокада внутрижелудочковой проводимости, хроническая сердечная недостаточность II—III степени, тяжёлая артериальная гипотензия, тяжёлая почечная/печеночная недостаточность, беременность, период лактации.

### C осторожностью
Хроническая сердечная недостаточность (компенсированная), СССУ, брадикардия, закрытоугольная глаукома, гипертрофия предстательной железы, нарушение электролитного баланса (гипокалиемия, гиперкалиемия, гипомагниемия), проведение электрокардиостимуляции (увеличение риска развития аритмии), печеночная и/или почечная недостаточность, кардиомегалия, возраст до 18 лет (эффективность и безопасность не изучалась).

## Режим дозирования
Внутрь, внутримышечно, внутривенно. Внутрь, по 25 мг 3 раза в сутки за 30 мин до еды, запивая тёплой водой (перед приёмом таблетки желательно измельчить); при отсутствии эффекта — 100 мг/сут в 4 приёма, возможно увеличение дозы до 50 мг 3-4 раза в день. Продолжительность лечения — до нескольких месяцев. Высшая разовая доза — 150 мг, суточная — 300 мг. Внутривенно вводят медленно, в течение 5 мин, из расчёта 0.3-0.4 мг/кг, при необходимости повторяют введение в той же дозе через 6 ч, предварительно разведя в 20 мл 0.9 % раствора NaCl. Внутримышечно вводят каждые 6 ч из расчёта 0.4 мг/кг. При тяжёлой хронической почечной недостаточности требуется снижение дозы.

## Побочные эффекты

### Со стороны нервной системы
Головокружение, головная боль, диплопия, атаксия.

### Со стороны сердечно-сосудистой системы
Замедление внутрижелудочковой проводимости, аритмогенное действие, синусовая тахикардия (при длительном применении), изменения на электрокардиограмме: удлинение интервала P-Q, расширение комплекса QRS.

### Прочие
Аллергические реакции, гиперемия кожи лица.

## Особые указания
При появлении головной боли, головокружения, диплопии следует уменьшить дозу. При появлении синусовой тахикардии на фоне длительного приёма показаны бета-адреноблокаторы (малые дозы). Повторное парентеральное введение допускается только через 6 ч. Назначение пациентам с AV блокадой I ст., СССУ и декомпенсированной хронической сердечной недостаточностью проводится лишь в условиях стационара при врачебном наблюдении и ЭКГ-контроле. В I триместре беременности назначается по «жизненным» показаниям.

## Взаимодействие
Усиливает эффект недеполяризующих миорелаксантов. Ингибиторы микросомального окисления повышают риск развития токсических эффектов. Индукторы микросомальных ферментов печени уменьшают эффективность. Антиаритмические лекарственные средства других классов повышают риск аритмогенного действия.